# Thalassocaris obscura
Thalassocaris obscura is een garnalensoort uit de familie van de Thalassocarididae. De wetenschappelijke naam van de soort is voor het eerst geldig gepubliceerd in 1971 door Gopala Menon & Williamson.